# Mark Van Guilder
Mark Van Guilder, född 17 januari 1984, är en amerikansk professionell ishockeyspelare som tillhör NHL–organisationen Nashville Predators och spelar för Milwaukee Admirals i AHL. Han har tidigare spelat för Hamilton Bulldogs i AHL, Cincinnati Cyclones i ECHL, Notre Dame Fighting Irish (University of Notre Dame) i NCAA och Tri-City Storm i USHL.
Van Guilder blev aldrig draftad av någon NHL–organisation.

## Statistik
| 2002–2003   | Tri-City Storm            | USHL        | 59  | 11 | 8  | 19  | 23 | 3  | 0 | 0  | 0  | 0  |
| 2003–2004   | Tri-City Storm            | USHL        | 60  | 17 | 22 | 39  | 23 | 11 | 3 | 2  | 5  | 2  |
| 2004–2005   | Notre Dame Fighting Irish | NCAA        | 38  | 3  | 5  | 8   | 16 | —  | — | —  | —  | —  |
| 2005–2006   | Notre Dame Fighting Irish | NCAA        | 36  | 8  | 18 | 26  | 6  | —  | — | —  | —  | —  |
| 2006–2007   | Notre Dame Fighting Irish | NCAA        | 42  | 18 | 16 | 34  | 26 | —  | — | —  | —  | —  |
| 2007–2008   | Notre Dame Fighting Irish | NCAA        | 47  | 13 | 17 | 30  | 28 | —  | — | —  | —  | —  |
| 2008–2009   | Hamilton Bulldogs         | AHL         | 3   | 0  | 1  | 1   | 0  | —  | — | —  | —  | —  |
|             | Milwaukee Admirals        | AHL         | 5   | 0  | 0  | 0   | 4  | —  | — | —  | —  | —  |
|             | Cincinnati Cyclones       | ECHL        | 65  | 26 | 44 | 70  | 18 | 15 | 3 | 4  | 7  | 8  |
| 2009–2010   | Milwaukee Admirals        | AHL         | 28  | 0  | 7  | 7   | 8  | 7  | 0 | 0  | 0  | 2  |
|             | Cincinnati Cyclones       | ECHL        | 15  | 6  | 5  | 11  | 21 | 14 | 5 | 10 | 15 | 2  |
| 2010–2011   | Milwaukee Admirals        | AHL         | 62  | 10 | 7  | 17  | 10 | 13 | 3 | 3  | 6  | 2  |
| 2011–2012   | Milwaukee Admirals        | AHL         | 70  | 12 | 15 | 27  | 14 | 3  | 1 | 0  | 1  | 0  |
| 2012–2013   | Milwaukee Admirals        | AHL         | 73  | 14 | 18 | 32  | 9  | 4  | 0 | 0  | 0  | 0  |
| 2013–2014   | Nashville Predators       | NHL         | 1   | 0  | 0  | 0   | 0  | —  | — | —  | —  | —  |
|             | Milwaukee Admirals        | AHL         | 67  | 13 | 15 | 28  | 28 | —  | — | —  | —  | —  |
| NHL totalt  | NHL totalt                | NHL totalt  | 1   | 0  | 0  | 0   | 0  | —  | — | —  | —  | —  |
| AHL totalt  | AHL totalt                | AHL totalt  | 308 | 49 | 63 | 112 | 73 | 27 | 4 | 3  | 7  | 4  |
| ECHL totalt | ECHL totalt               | ECHL totalt | 80  | 32 | 49 | 81  | 39 | 29 | 8 | 14 | 22 | 10 |
| NCAA totalt | NCAA totalt               | NCAA totalt | 163 | 42 | 56 | 98  | 76 | —  | — | —  | —  | —  |
| USHL totalt | USHL totalt               | USHL totalt | 119 | 28 | 30 | 58  | 46 | 14 | 3 | 2  | 5  | 2  |